# Kandelioussa
Kandelioussa (griechisch Κανδελιούσσα (f. sg.)) ist eine unbewohnte Insel des Dodekanes mit einer Fläche von 1,363 km². Sie liegt rund 15 km südwestlich von Nisyros, von dessen gleichnamiger Gemeinde die Insel auch verwaltet wird. Auf der Insel gibt es einen Leuchtturm von 1890, der sich 55 m über dem Meer 10 Meter hoch erhebt.